# Japanse sluimerrog
De Japanse sluimmerrog (Narke japonica) is een sluimerrog die leeft in kustwateren bij Japan, Korea, China en in de Zuid-Chinese Zee tot aan Hongkong op een waterdiepte van 12 tot 25 meter. 

## Beschrijving
Van de Japanse sluimmerrog is biologisch weinig bekend, hoewel plaatselijk algemeen voorkomend. De maximumlengte is 40 cm, mannetjes worden tussen de 23 en 37 cm geslachtsrijp, vrouwtje bij ongeveer 35 cm. In de kustwateren waar deze sluimerrog voorkomt wordt intensief op garnalen gevist. De sluimmerog wordt als bijvangst soms aangeland, maar ook vaak teruggezet. De overleving na vangst is echter gering. De Japanse sluimmerrog staat daarom als kwetsbaar op de internationale Rode Lijst van de IUCN.